# Hans-Jörg Koch

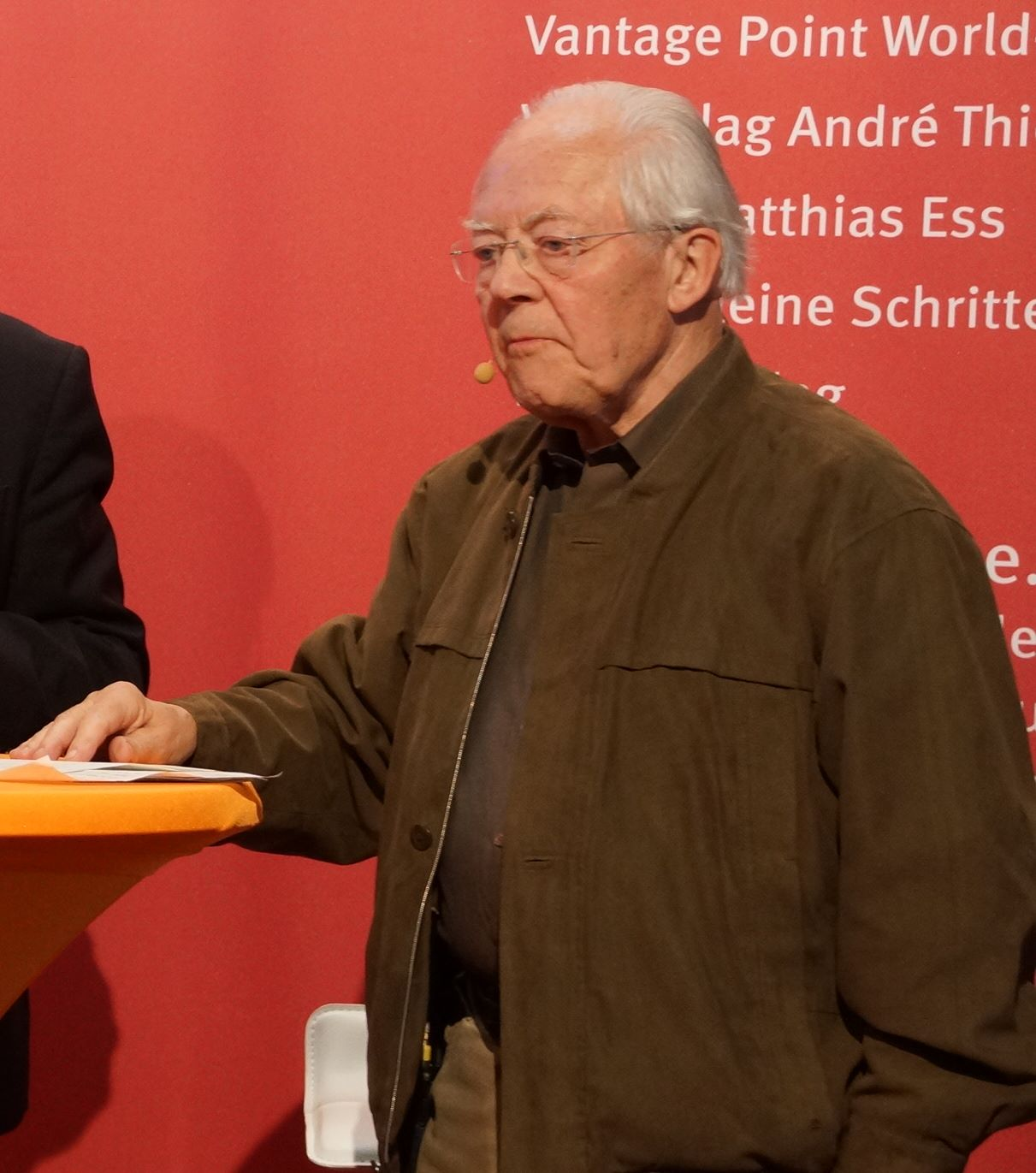
Hans-Jörg Koch stellt Öchslewutz und Killerhefen auf der Frankfurter Buchmesse 2014 vor

Hans-Jörg Koch (* 1931) ist ein deutscher Richter a. D., Weinrechtler und Honorarprofessor der Universität Mainz.

## Leben
Hans-Jörg Koch studierte an der Johannes Gutenberg-Universität Mainz und promovierte über das Weinrecht. Im Laufe seines Berufslebens war er beim  Deutschen Weinbauverband, im Justiz- und Weinbauministerium des Landes Rheinland-Pfalz und ebenso im Bundesgesundheitsministerium (Mitwirkung am Weingesetz-Entwurf) aktiv. Danach war er hauptsächlich als Richter tätig, zuletzt als Direktor des Amtsgerichts Alzey.
Koch lehrte als Referent und Leiter bei Weinrechtsseminaren für Juristen und Weinfachleute. An der Deutschen Richterakademie, der Deutschen AnwaltAkademie und der Hochschule Geisenheim war er Dozent für Weinrecht. Zudem ist er Honorarprofessor der Universität Mainz.
Er befasst sich seit den 1950er Jahren mit der Erforschung und Beschreibung des Weines und ist Verfasser des führenden, vom Deutschen Weininstitut (DWI) seit 1972 herausgegebenen Weinrecht Kommentar, dessen vierte und letzte gedruckte Auflage 2008 erschien. Der inzwischen online unter Federführung von Hans Eichele fortgesetzte Gesetzeskommentar behandelt das EU-Weinrecht mit den einschlägigen Verordnungen und Richtlinien sowie das deutsche Weinrecht.
Erschienen von ihm sind neben Weinführern auch Publikationen zur Weinkultur und zu Rheinhessen, sowie zur Mundart und Volkskunde dieser Region.
Sein Sohn ist der vorsitzende Richter am Bundesgerichtshof Thomas Koch.

## Mitgliedschaften
Koch ist Ehrenmitglied und wissenschaftlicher Beirat der Gesellschaft für Geschichte des Weines e.V. sowie Ehrenmitglied der Weingilde Bergstraße e.V. Weiterhin ist er Mitglied der wissenschaftlichen Beiräte am Institut für Weinrecht, der Zeitschrift für das gesamte Lebensmittelrecht,  der Gesellschaft für Geschichte des Weines, dem Deutschen Weinbaumuseum, der Deutschen Weinakademie und des Schutzverbandes Deutscher Wein.
Er ist Mitbegründer der Ehrbaren Mainzer Weinzunft von 1443 und der Weinbruderschaft Rheinhessen, deren Brudermeister er von 1970 – 1989 war. Zudem ist er Ehrenmitglied der Weinbruderschaft der Pfalz.

## Auszeichnungen
- Preis des Internationalen Weinamtes, 1972
- Deutscher Weinkulturpreis 1976
- Professor-Niklas-Medaille des Ministers für Ernährung und Landwirtschaft, 2011
- Schoppenstecherpreis (Rheinhessen), 1985
- Kulturpreis der Weinbruderschaft Franken, 2002
- Bundesverdienstkreuz, 2000
- Deutscher Sektkulturpreis, 2011